# Listă de companii de servicii financiare din România
Generalități
În februarie 2010, fondurile mutuale din România controlau active în valoare de aproximativ 900 milioane de euro.

Aceasta este o listă de companii de servicii financiare din România:
- Capital Partners

- Altria Capital - casă de investment banking -
- BAC Investment - casă de investment banking -
- Osprey Partners -
- Raiffeisen Financial Advisers -

## Societăți de administrare a investițiilor (SAI)
- Certinvest
- Globinvest

- BCR Asset Management
- BT Asset Management
- Pioneer Asset Management
- EFG Mutual Funds Management
- Intercapital Investment Management
- Raiffeisen Asset Management
- Société Générale Assset Management
- Vanguard Asset Management -

## Brokeri de credite
- Credit Team -  Arhivat în 5 martie 2010, la Wayback Machine.   Arhivat în 6 august 2011, la Wayback Machine.
- Credit Zone -  Arhivat în 5 martie 2010, la Wayback Machine.  [nefuncțională]
  Arhivat în 12 octombrie 2011, la Wayback Machine.
- Ipoteci Direct -   Arhivat în 5 martie 2010, la Wayback Machine.
- iFink.ro - Brokeri de credite